# مينتي ابينا
مينتي ابينا (بالهولندية: Myenty Abena) (12 ديسمبر 1994 بباراماريبو في سورينام - ) هو لاعب كرة قدم هولندي في مركز الدفاع.

## روابط خارجية
- مينتي ابينا على موقع الاتحاد الأوربي (الإنجليزية)
- مينتي ابينا على موقع إي إس بي إن إف سي (الإنجليزية)
- مينتي ابينا على موقع قاعدة بيانات كرة القدم.إي يو (الإنجليزية)
- مينتي ابينا على موقع ناشيونال فوتبول تيمز (الإنجليزية)
- مينتي ابينا على موقع Soccerbase.com (لاعب) (الإنجليزية)
- مينتي ابينا على موقع Soccerway.com (الإنجليزية)
- مينتي ابينا على موقع عالم كرة القدم.نت (الإنجليزية)